# Benzina alchilata
La benzina alchilata è un carburante ottenuto tramite alchilazione, un particolare processo di produzione da cui si ottiene una miscela di alcani ramificati, in seguito poi purificata e altamente raffinata. Ne risulta un combustibile stabile e caratterizzato da un elevato numero di ottano. Questo tipo di benzina è noto per le sue proprietà di combustione pulita e per la ridotta emissione di sostanze inquinanti.
Composta per la maggior parte da alcani ramificati C8/C10. Isottani, Isononani e similari.

## Processo di produzione
1. Preparazione della materia prima  Gli idrocarburi leggeri, principalmente isobutano e alcheni tra cui propilene e butilene, vengono ricavati da processi di raffinazione come il cracking catalitico fluido (FCC).
2. Reazione chimica  Gli idrocarburi vengono fatti reagire in presenza di un catalizzatore acido forte, come acido solforico o acido fluoridrico. La reazione avviene sotto condizioni controllate di temperatura e pressione, permettendo la combinazione di isobutano con le olefine per formare idrocarburi ramificati a catena lunga, intorno al C10.
3. Separazione del catalizzatore  Dopo la reazione, il catalizzatore viene separato dal prodotto idrocarburico tramite sedimentazione. Il catalizzatore acido viene successivamente recuperato e riutilizzato.
4. Distillazione e purificazione  La miscela ottenuta viene distillata per separare l’isobutano non reagito, che viene riciclato nel processo, dal prodotto finale.[1]

## Composizione
La benzina alchilata è composta principalmente da una miscela di idrocarburi saturi, isoalcani, composti ramificati e chimicamente stabili. Gli isoalcani principali includono:
1. Isottano (2,2,4-Trimetilpentano):  Un componente chiave che contribuisce all'elevato numero di ottano della benzina alchilata. Questo composto è responsabile della resistenza alla detonazione.
2. Altri alcani ramificati:  Molecole come 2,3-Dimetilpentano, 2-Metilesano e 3-Metilesano, che conferiscono proprietà fisico-chimiche ideali per una combustione efficiente.
3. Assenza di composti aromatici e tossici:  La benzina alchilata è priva di sostanze nocive come benzene, toluene e xylene (BTX), nonché di piombo e alcheni, rendendola più sicura e meno inquinante rispetto alla benzina tradizionale.
4. Zero o trascurabile contenuto di zolfo:  Questo contribuisce a ridurre l'emissione di ossidi di zolfo durante la combustione e migliora la durata nel tempo della benzina alchilata.

La composizione specifica della benzina alchilata varia leggermente in base al processo di produzione e al tipo di alcheni utilizzati come materie prime. Tuttavia, il prodotto commerciale finale è sempre un carburante altamente raffinato e ottimizzato per motori ad alta efficienza.

## Sviluppo e storia
La benzina alchilata, nella sua forma moderna, è stata sviluppata negli anni '80 dall'ingegnere svedese Roland Elmäng. Durante il suo lavoro presso Volvo, Elmäng individuò un'opportunità unica per utilizzare i gas in eccesso provenienti dalla distillazione del petrolio greggio e dagli impianti di cracking per produrre un alchilato liquido. Questo carburante si distinse immediatamente per le sue proprietà superiori, sia in termini di prestazioni per i motori, sia per i benefici ambientali.
Elmäng lavorò per creare un carburante con prestazioni eccellenti e che rispettasse i requisiti ambientali emergenti, ponendo le basi per ciò che oggi viene considerato un carburante ecologico. Grazie alla spinta purificazione, la benzina alchilata risultò priva di composti nocivi come idrocarburi aromatici, benzene e piombo, garantendo una combustione più pulita rispetto ai carburanti tradizionali.

## Impatto ambientale
La benzina alchilata risulta avere un impatto ambientale inferiore, rispetto al carburante tradizionale, in quanto la parte di carburante incombusto presente nei gas di scarico dei motori a due tempi contiene percentuali molto più basse di olefine e composti aromatici compreso il benzene. 
Visto il processo di produzione con alchilazione e successiva spinta purificazione il costo di realizzazione di tale carburante risulta essere superiore rispetto alla produzione di carburanti tradizionali.

## Durata e conservazione
La benzina alchilata è nota per la sua stabilità chimica, che le consente di essere conservata per periodi prolungati senza degradazione significativa della qualità. Questa caratteristica è particolarmente vantaggiosa per applicazioni in cui il carburante potrebbe rimanere inutilizzato per lunghi intervalli di tempo, garantendo prestazioni costanti al momento dell'utilizzo.
La stabilità nel tempo è dovuta alla assenza praticamente totale di sostanze che potrebbero portare a polimerizzazioni o degradazioni di altro tipo, vedasi gli alcheni o altri composti insaturi o gli altri additivi utilizzati nella benzina verde. Essendo gli alcani (ramificati o meno), per loro stessa natura praticamente non reattivi in condizioni di questo tipo.